# Maxwell Cabelino Andrade
Maxwell Scherrer Cabelino Andrade (sinh ngày 27 tháng 8 năm 1981), thường được gọi là Maxwell, là một cựu cầu thủ bóng đá Brasil. Anh từng chơi cho các câu lạc bộ F.C. Barcelona, Paris Saint Germain. Anh là một hậu vệ trái và là cầu thủ có nhiều danh hiệu nhất thế giới thời điểm anh giã từ sân cỏ.

## Sự nghiệp câu lạc bộ

### Ajax
Maxwell bắt đầu sự nghiệp của mình tại CLB Cruzeiro - Brazil. Tháng 6 năm 2001, anh đã ký một hợp đồng 3 năm với Ajax. Mùa giải mà anh chơi tốt nhất cho Ajax là mùa giải 2003-04. Anh chỉ không thi đấu 3 trận cho nhà vô địch Eredivisie vì nhiệm vụ ĐTQG và trở thành cầu thủ của năm giải VĐQG Hà Lan.
Tháng 4 năm 2005, anh bị chấn thương nặng và không chơi cho Ajax một trận nào nữa.

### Inter Milan
Hợp đồng của Maxwell với Ajax đã được rút ngắn để hết hạn vào ngày 2 tháng 1 năm 2006, do đó anh có thể gia nhập Inter theo hình thức chuyển nhượng tự do. Do EU không yêu cầu đăng ký hạn ngạch hàng năm, anh đã được ký kết bởi Empoli cho đến cuối mùa trước khi chính thức chuyển đến Inter trong một thoả thuận tương tự như của Júlio César đến Chievo, tuy nhiên, anh không thi đấu trận nào.
Trong tháng 7 năm 2006, Inter chính thức công bố việc ký kết Maxwell 4 năm hợp đồng như là một vụ chuyển nhượng trong nước.
Maxwell thi đấu ấn tượng trong mùa giải đầu tiên tại Serie A, nhất là trong trận gặp Parma tại San Siro khi anh ghi bàn sau một nỗ lực solo tốt mà được bình chọn là bàn thắng đẹp nhất của Inter trong mùa giải bởi người xem kênh Inter bình chọn.
Ban đầu anh được đặt ở vị trí hậu vệ trái, mùa 2007-08, anh chơi nhiều vị trí sau khi Cristian Chivu chân thương. Khi Chivu trở lại, Maxwell chơi ở vị trí tiền vệ cánh trái trở nên rất có hiệu quả như Maxwell thích nghi tốt với vai trò cầu thủ chạy cánh đó nhờ vào tốc độ của anh. Trong mùa giải đó, ông đã giành được Scudetto thứ hai liên tiếp của ông vớ Trong 2008-09, ômuna giagi bị chấn anh ng nghiêm trọng khi mùa giải đã diễn ra sáu tuần. Tuy nhiên, sau khi khi trở lại anh luôn ra sân, anh luôn có vị trí trong đội hình chính thức trước. Anh ghi bàn thắng thứ hai của mình cho Inter ngày 14 tháng 12 vào lưới Chievo Verona, trận mà họ chiến thắng 4-2 sau một pha kiến tạo đẹp từ Dejan Stanković.

### Barcelona
Ngày 15 tháng 7 năm 2009, có thông báo rằng FC Barcelona và Inter Milan đã đạt được thỏa thuận để Maxwell gia nhập câu lạc bộ Catalan với mức giá € 4.5m và 0.5m sau này. Nó có nghĩa rằng Barcelona là câu lạc bộ thứ ba Maxwell chơi cùng Zlatan Ibrahimović, sau khi lần đầu tiên chơi cùng nhau tại Ajax Amsterdam và sau đó Inter trước khi gia nhập Barcelona. Hai ngày sau Maxwell đã ký hợp đồng 4+1 năm và đã được giới như là một tân binh của Barca. Maxwell bắt đầu sự nghiệp của mình cho câu lạc bộ ở trận thứ hai của 2009 Supercopa de España khi chơi tất cả 90 phút.

## Đội tuyển quốc gia
Maxwell được triệu tập năm 2004 cho giải CONMEBOL Nam trước Olympic đấu với Brazil U-23 trong tháng 1 năm 2004. Trong tháng 10 năm 2004, anh nhận được lần gọi đầu tiên của mình lên cho đội tuyển quốc gia cho các trận đấu vòng loại World Cup, nhưng đã không ra sân lần nào. Sau World Cup 2014, Maxwell tuyên bố chia tay đội tuyển Brasil chỉ sau 1 năm gắn bó.

## Câu lạc bộ
Tính đến 21 tháng 11 năm 2015
| Câu lạc bộ          | Mùa giải            | Giải vô địch quốc gia | Giải vô địch quốc gia | Cúp quốc gia | Cúp quốc gia | Châu Âu | Châu Âu | Tổng cộng | Tổng cộng |
| Câu lạc bộ          | Mùa giải            | Trận                  | Bàn                   | Trận         | Bàn          | Trận    | Bàn     | Trận      | Bàn       |
| ------------------- | ------------------- | --------------------- | --------------------- | ------------ | ------------ | ------- | ------- | --------- | --------- |
| Ajax                |                     |                       |                       |              |              |         |         |           |           |
| 2001–02             | 24                  | 0                     | 2                     | 0            | 2            | 0       | 28      | 0         |           |
| 2002–03             | 30                  | 4                     | 1                     | 0            | 10           | 0       | 41      | 4         |           |
| 2003–04             | 31                  | 2                     | 2                     | 0            | 7            | 0       | 40      | 2         |           |
| 2004–05             | 29                  | 3                     | 4                     | 0            | 5            | 0       | 38      | 3         |           |
| 2005–06             | 0                   | 0                     | 0                     | 0            | 0            | 0       | 0       | 0         |           |
| Tổng cộng           | 114                 | 9                     | 9                     | 0            | 24           | 0       | 147     | 9         |           |
| Internazionale      |                     |                       |                       |              |              |         |         |           |           |
| 2006–07             | 22                  | 1                     | 0                     | 0            | 2            | 0       | 24      | 1         |           |
| 2007–08             | 32                  | 0                     | 0                     | 0            | 7            | 0       | 39      | 0         |           |
| 2008–09             | 25                  | 1                     | 0                     | 0            | 4            | 0       | 29      | 1         |           |
| Tổng cộng           | 79                  | 2                     | 0                     | 0            | 13           | 0       | 92      | 2         |           |
| Barcelona           |                     |                       |                       |              |              |         |         |           |           |
| 2009–10             | 25                  | 0                     | 4                     | 0            | 7            | 0       | 36      | 0         |           |
| 2010–11             | 25                  | 0                     | 9                     | 1            | 7            | 0       | 41      | 1         |           |
| 2011–12             | 7                   | 0                     | 2                     | 1            | 3            | 0       | 12      | 1         |           |
| Tổng cộng           | 57                  | 0                     | 15                    | 2            | 17           | 0       | 89      | 2         |           |
| Paris Saint-Germain | 2011–12             | 14                    | 1                     | 1            | 0            | 0       | 0       | 15        | 1         |
| Paris Saint-Germain | 2012–13             | 33                    | 2                     | 5            | 0            | 10      | 1       | 48        | 3         |
| Paris Saint-Germain | 2013–14             | 24                    | 3                     | 4            | 0            | 8       | 0       | 36        | 3         |
| Paris Saint-Germain | 2014–15             | 26                    | 3                     | 2            | 1            | 8       | 0       | 36        | 4         |
| Paris Saint-Germain | 2015–16             | 10                    | 0                     | 0            | 0            | 0       | 0       | 10        | 0         |
| Paris Saint-Germain | Tổng cộng           | 107                   | 9                     | 12           | 1            | 26      | 1       | 150       | 11        |
| Tổng cộng sự nghiệp | Tổng cộng sự nghiệp | 357                   | 20                    | 36           | 3            | 75      | 1       | 469       | 24        |

## Danh hiệu

### Câu lạc bộ
Cruzeiro
- Copa do Brasil (1): 2000

#### Ajax
- Eredivisie (2): 2001-02, 2003-04
- KNVB Cup (2): 2001-02, 2005-06
- Johan Cruyff Shield (2): 2002, 2005

#### Internazionale
- Serie A (3): 2006-07, 2007-08, 2008-09
- Supercoppa Italiana (2): 2006, 2008

#### Barcelona
- La Liga (2): 2009–10, 2010–11
- Copa del Rey (1): 2011–12
- Supercopa de España (2): 2009, 2010, 2011
- UEFA Champions League (1): 2010–11
- UEFA Super Cup (2): 2009, 2011
- FIFA Club World Cup (2): 2009, 2011

#### Paris Saint-Germain
- Ligue 1 (4): 2012–13, 2013–14, 2014–15, 2015–16
- Coupe de France (3): 2014–15, 2015–16, 2016–17
- Coupe de la Ligue (4): 2013–14, 2014–15, 2015–16, 2016–17
- Trophée des Champions (4): 2013, 2014, 2015, 2017

#### Cá nhân
- Cầu thủ Hà Lan của năm: 2004